# Nazarenos (secta cristiana)
Los nazarenos (o nazoreanos; griego: Ναζωραῖοι, Nazōraioi) fueron una de los primeros cristianos judíos del judaísmo del primer siglo. El primer uso del término se encuentra en los Hechos de los Apóstoles (Hechos 24:5) del Nuevo Testamento, donde se acusa al Apóstol Pablo de ser cabecilla de la secta de los nazarenos ("πρωτοστάτην τε τῆς τῶν Ναζωραίων αἱρέσεω") ante el procurador romano Marco Antonio Félix en Cesarea Marítima por Tértulo. En ese momento, el término simplemente designaba a los seguidores de Jesús de Nazaret, como el término hebreo נוֹצְרִי (nôṣrî), y el término árabe نَصَارَى (naṣārā), todavía lo hacen.
A medida que pasó el tiempo, el término llegó a referirse a una secta de cristianos judíos que continuaron observando la Torá junto con los gentiles noájidas que fueron injertados en el pacto, en contraste con los cristianos gentiles que evitaron la observancia de la Torá. Son descritos por Epifanio de Salamina y son mencionados más tarde por Jerónimo y Agustín de Hipona. Estos escritores hicieron una distinción entre los nazarenos de su tiempo y los "nazarenos" previos mencionados en Hechos 24:5.

## El título "Nazareno"
El término nazareno se utiliza comúnmente para traducir dos palabras griegas relacionadas que aparecen en el Nuevo Testamento: Nazōraios (Ναζωραῖος, Ναζαραῖος) y Nazarēnos. El término Nazōraios puede tener un significado religioso en lugar de denotar un lugar de origen, mientras que Nazarēnos (Ναζαρηνός) es una forma adjetivada de la frase apo Nazaret "de Nazaret".
Debido a esto, las frases tradicionalmente traducidas como "Jesús de Nazaret" también pueden ser traducidas como "Jesús el nazareno". En el Nuevo Testamento, la forma Nazōraios o Nazaraios es más común que Nazarēnos (que significa "de Nazaret").

## La secta de los nazarenos (sigloI)
El epíteto griego Nazōraios se aplica a Jesús 14 veces en el Nuevo Testamento, y se utiliza una vez en los Hechos para referirse a la secta de cristianos de la que Pablo era líder. Tradicionalmente se traduce como "un hombre de Nazaret"; el plural Nazōraioi significaría "hombres de Nazaret". El título es aplicado por primera vez a los cristianos por Tértulo (Hechos 24:5), aunque Herodes Agripa II (Hechos 26:28) utiliza el término "cristianos" que había sido utilizado por primera vez en Antioquía (Hechos 11:26). El nombre utilizado por Tértulo sobrevive en el hebreo mishnaico y moderno como notzrim (נוצרים) un término hebreo estándar para "cristiano", el nombre también llegó al Corán y al árabe moderno como نَصَارَىٰ naṣārā (plural de نَصْرَانِيّ naṣrānī "cristiano") a través del dialecto siríaco.
Tertuliano (c. 160 - c. 220, Contra Marción, 4:8) registra que los judíos llamaban a los cristianos "nazarenos" por ser Jesús un hombre de Nazaret, aunque también hace la conexión con los nazireos en Lamentaciones 4:7. Jerónimo también registra que, en las sinagogas, la palabra "nazarenos" se usaba para describir a los cristianos. Eusebio, hacia el año 311, afirma que el nombre de "nazarenos" se utilizaba antes para los cristianos. El uso relacionado con una "secta" específica de cristianos no aparece hasta Epifanio. Según Arnold Ehrhardt, así como Antioquía acuñó el término cristianos, Jerusalén acuñó el término nazarenos, de Jesús de Nazaret.
Los términos "secta de los nazarenos" y "Jesús de Nazaret" emplean ambos el adjetivo nasraya (ܕܢܨܪܝܐ) en la Peshitta en arameo siríaco, de Nasrat (ܢܨܪܬ) para Nazaret.

## Los nazarenos (sigloIV)
Según Epifanio en su Panarion, los nazarenos del siglo IV (Ναζωραῖοι) eran originalmente judíos conversos de los Apóstoles que huyeron de Jerusalén a causa de la profecía de Jesús sobre su próximo asedio (durante la primera guerra judeo-romana del año 70). Huyeron a Pella, Perea (al noreste de Jerusalén), y finalmente se extendieron hacia Beroea (Alepo) y Basanitis, donde se asentaron definitivamente (Panarion 29.3.3).
Los nazarenos eran similares a los ebionitas, en el sentido de que se consideraban a sí mismos judíos y mantenían una adhesión a la Ley de Moisés. Rechazaban todos los evangelios canónicos y utilizaban únicamente el Evangelio de los nazarenos, en arameo. A diferencia de los ebionitas, aceptaban el nacimiento virginal. Consideraban a Jesús como el hijo de Dios y creían en su crucifixión y resurrección.
Todavía en el siglo XI, el cardenal Humberto de Mourmoutiers se refería a la secta de los nazarenos como un cuerpo cristiano que guardaba el sabbat y que existía en esa época. Los estudiosos modernos creen que son los pasagianos a los que se refiere el cardenal Humberto, lo que sugiere que la secta de los nazarenos existió hasta bien entrado el siglo XI y más allá (los escritos católicos de Bonacursus titulados Contra los herejes). Se cree que Gregorio de Bérgamo, hacia el año 1250, también escribió sobre los nazarenos como los pasagianos.

### Evangelio de los nazarenos
El Evangelio de los nazarenos es el título dado a los fragmentos de uno de los evangelios judeocristianos perdidos de Mateo reconstruidos parcialmente a partir de los escritos de Jerónimo.